# Equus hydruntinus
L'asino europeo (Equus hydruntinus) è un equide oggi estinto diffuso nel continente euroasiatico durante il medio e tardo Pleistocene. Appare nel record fossile a partire da 300.000 anni BP ed è ancora presente nell'Olocene.
Nel tardo Pleistocene era diffuso in gran parte dell'Eurasia occidentale dal Medio Oriente fino all'Europa, specialmente nelle regioni mediterranee, con fossili ritrovati in Puglia, Sicilia, Turchia, Spagna, Francia e Portogallo. L'areale verso est era esteso almeno fino al Volga e all'Iran. Verso settentrione invece il confine sembra essere stato il Mare del Nord. Morfologicamente l'asino europeo può essere distinto dall'asino selvatico africano e da quello asiatico in particolar modo per i suoi molari e le relativamente piccole narici. La sua esatta posizione sistematica non è del tutto chiara, ma analisi genetiche e morfologiche suggeriscono la sua maggiore vicinanza all'asino selvatico asiatico.

## Etimologia
L'epiteto hydruntinus significa di Otranto (Hydruntum in latino) e si giustifica con i numerosi ritrovamenti fossili in tutta la Puglia, particolarmente negli importanti siti archeologico-paleontologici della provincia di Lecce, come Grotta Romanelli.